# Sønderup Å
Sønderup Å er en ca. 35 km. lang å i Himmerland, der har sit udspring lidt vest for landsbyen Ravnkilde ved den sydvestlige ende af Rold Skov. Den løber mod nord, forbi Nørlund Slot; Den drejer lidt mod vest, og går syd om Sønderup.
Ved Mosbæk, vest for Sønderup, og nord for hovedvej 13 drejer den igen mod nord, og herfra er 840 ha. fredet på en 15 km lang strækning, til landsbyen Vegger, kort før udløbet til Halkær Å, som fortsætter til Halkær Bredning ud til Limfjorden. Det er den smalle Sønderup Ådal, som skærer sig ned i en dybde af 40 meter under det omliggende terræn, med stejle uopdyrkede skrænter, og passerer gennem de gamle egekrat, Skivum Nørre- og Østerkrat. Samme område er også habitatområde under Natura 2000-område 15 Nibe Bredning, Halkær Ådal og Sønderup Ådal . Ved Nørrekrat ligger Højris Mølle, som Danmarks Naturfond købte i 1993. Søderup Ådal var også en del af Hedepletvinge-projektet LIFE ASPEA som blev afsluttet i 2008. Et areal på samlet 840 hektar af Sønderup Ådal er, over en 15 kilometer lang strækning fra Mosbæk til Vegger, fredet af flere omgange fra 1949 – 1982, for at bremse opførelsen af yderligere dambrug, og bevare den smukke natur i dalen

## Eksterne kilder og henvisninger
1. ↑  Om naturplanen Arkiveret 23. januar 2012 hos  Wayback Machine på naturstyrelsens portal, med henvisninger til kort og dokumenter.
2. ↑  Sønderup Ådal på Danmarks Naturfredningsforening

- Søren Olsen:Danmarks Søer og Åer 2002
- Knud Dahl: Fredede områder i Danmark 1994

|  | Denne artikel om lokaliteten Sønderup Å kan blive bedre, hvis der indsættes et (bedre) billede. Du kan hjælpe ved at afsøge Wikimedia Commons for et passende billede eller lægge et op på Wikimedia Commons med en af de tilladte licenser og indsætte det i artiklen. |

56°52′53.81″N 9°36′20.51″Ø / 56.8816139°N 9.6056972°Ø